# Lijst van films over Wikipedia
Dit is een lijst van films over de internetencyclopedie Wikipedia.
- Wiki's Waarheid (2008), internationaal bekend als The Truth According to Wikipedia en Wiki's Truth, is een Nederlandse documentaire van het VPRO-programma Tegenlicht. De documentaire toont het actieve gebruik van Wikipedia en de invloed die dit heeft op onze opvattingen over wat waarheid eigenlijk is.[1][2] De film werd geregisseerd door IJsbrand van Veelen en geproduceerd door Judith van den Berg.
- Truth in Numbers? (2010) is een Amerikaanse documentaire waarin de geschiedenis en de culturele implicaties van Wikipedia worden onderzocht. De film gaat in op de vraag of het wel juist is om leken te belasten met het schrijven van een encyclopedie.
- People are Knowledge (2011) is een internationale documentaire over het door de Wikimedia Foundation gefinancierde Oral Citations Project,[3] gemaakt door Priya Sen, Zen Marie en Achal Prabhala.
- KenFM zeigt: Die dunkle Seite der Wikipedia (2015) is een documentaire door KenFM.
- KenFM zeigt: Zensur – die organisierte Manipulation der Wikipedia und anderer Medien (2017) is een documentaire door KenFM.
- Das Wikipedia Versprechen – 20 Jahre Wissen für alle? (2021), in het Engels bekend als Wikipedia and the Democratization of Knowledge, is een Duitse documentaire over de 20-jarige geschiedenis van Wikipedia